# Myliobatis ridens
Myliobatis ridens is een vissensoort uit de familie van de adelaarsroggen (Myliobatidae). De wetenschappelijke naam van de soort is voor het eerst geldig gepubliceerd in 2012 door Ruocco, et al. De soort komt voor in de Zuid-Atlantische Oceaan, voor de kust van Brazilië, Uruguay en Argentinië.